# Sarah Vaughan
Sarah Lois Vaughan (pronuncia /vɔːn/), soprannominata Sassy, la divina e anche Sailor, (Newark, 27 marzo 1924 – Hidden Hills, 3 aprile 1990) è stata una cantante statunitense, esponente di punta dello stile jazzistico chiamato bebop.
Vinse due Grammy Award; il National Endowment for the Arts le assegnò il premio NEA Jazz Masters nel 1989. Dotata di una voce di contralto, è stata definita da Scott Yanow "una delle voci più stupefacenti del ventesimo secolo".

## Biografia
Sarah Vaughan era l'unica figlia di Asbury "Jake" Vaughan, falegname, e Ada Vaughan, lavandaia. Trascorse l'intera infanzia e adolescenza a Newark in Brunswick Street; si avvicinò alla musica in ambito familiare: il padre suonava la chitarra e il piano e la madre cantava nel coro della chiesa. All'età di tre anni cominciò a prendere lezioni di piano, dimostrando un ottimo orecchio musicale che la faciliterà anche nel canto. Si appassionò alla musica popolare ascoltando le radio locali e, poco più che adolescente, si esibì come organista e solista del coro di una chiesa battista della sua città. Si iscrisse alla East Side High School ma attorno ai quindici anni, dopo aver cominciato a esibirsi illegalmente in alcuni locali della sua città, lasciò la scuola per dedicarsi completamente alla musica.
Nel 1942 si presentò per un concorso di canto all'Apollo Theater di Harlem, lo stesso famoso teatro dove nel 1934 aveva debuttato Ella Fitzgerald. Grazie alla sua interpretazione di Body and Soul, vinse il primo premio. Tra il pubblico c'era il cantante Billy Eckstine, all'epoca fiore all'occhiello dell'orchestra di Earl "Fatha" Hines. Su suo suggerimento, Hines fu convinto a ingaggiarla come seconda cantante e, all'occorrenza, pianista. In questo ambito, Sarah conobbe alcuni giovani bopper, anch'essi presi da Hines su suggerimento di Eckstine, tra cui Dizzy Gillespie e Charlie Parker. Quando Eckstine l'anno successivo decise di formare una propria orchestra, prese con sé Gillespie, Parker e la stessa Sarah Vaughan, che ebbe così modo di perfezionare l'uso della voce cantando accanto a lui.
Nel 1945 Sarah Vaughan lasciò la band e cominciò una fortunata carriera da solista. Nel 1947 sposò il trombettista George Treadwell, che divenne suo manager e, oltre ad occuparsi delle produzioni musicali, cominciò a lavorare anche sul suo look, modificando la pettinatura, il suo guardaroba e anche la sua dentatura, inviandola a un dentista che le applicò una corona protesica per eliminare il diastema fra i due incisivi superiori.
La voce della Vaughan si esprimeva al meglio nelle ballads, ma la sua prefetta conoscenza del linguaggio bebop le permetteva anche di affrontare rapide corse lungo la sua estensione vocale di quasi quattro ottave. Alla fine degli anni quaranta conquistò il pubblico statunitense offrendo la prima interpretazione vocale di Tenderly (1947), brano che successivamente divenne un classico, e le sue versioni di It's Magic (1948), lanciata da Doris Day nel film Amore sotto coperta, e di Nature Boy, portata al successo da Nat King Cole e da lei registrata col solo accompagnamento di un coro a cappella a causa di uno sciopero dei musicisti.

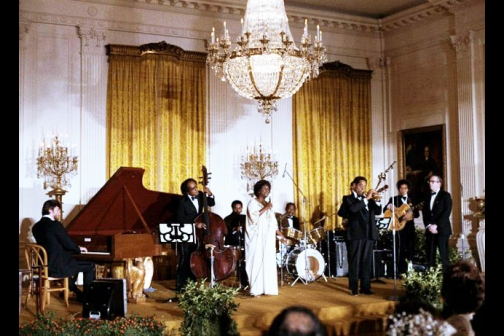
Sarah Vaughan con l'orchestra di Dizzy Gillespie alla Casa Bianca nel 1977.

Negli anni cinquanta la sua agilità vocale attirò anche l'attenzione dell'industria pop e così, per gran parte della sua successiva carriera, la Vaughan si divise fra le necessità del business, grazie ad album di ballate con arrangiamenti d'archi incisi soprattutto per la Columbia Records, e registrazioni di carattere più schiettamente jazzistico, che la vedevano in compagnia dei più grandi musicisti jazz del periodo, come Miles Davis, Cannonball Adderley, Charlie Parker e Kenny Clarke. Insoddisfatta degli album registrati con la Columbia, firmò un contratto per una serie di dischi per le etichette Mercury Records, destinata alla musica commerciale, ed EmArcy Records per le incisioni jazz con piccoli gruppi, tra cui il famoso album Sarah Vaughan with Clifford Brown in cui ebbe l'opportunità di collaborare con il trombettista morto a soli 26 anni, giudicato unanimemente fra i più significativi lavori della sua carriera.
Sarah Vaughan ostentava una forte personalità; in realtà nell'intimo era molto fragile: prima di ogni concerto o di ogni sessione non riusciva a nascondere la sua insicurezza e per questo i suoi colleghi le attribuirono il soprannome Sassy. Di qui la sua (fortunatamente sempre tenuta a bada) dipendenza da sigarette e droghe e uno dei motivi, forse il principale, per cui per tutta la vita restò attaccata al suo mentore Billy Eckstine, con il quale realizzò diversi duetti, e che di volta in volta definì come il proprio "padre" o addirittura "my blood" (il mio sangue), affetto a tal punto contraccambiato che, alla notizia della sua morte, Eckstine subì un colpo apoplettico.
In questi anni non mancarono i successi commerciali, come Misty e Broken-Hearted Melody del 1959 (settima posizione in classifica negli Stati Uniti e nel Regno Unito), in cui dimostra tutta la sua profonda carica interpretativa e la capacità di controllare ogni dettaglio, dall'intensità del vibrato e del volume, all'articolazione delle sillabe. Alcuni critici la giudicavano "manieristica", accusandola di crogiolarsi troppo nei suoi virtuosismi, ma lei riusciva sempre a stupire il suo pubblico (come dimostrano le sue incisioni dal vivo At Mister Kelly's, Sassy Swings the Tivoli e Live in Japan) trasmettendo il potenziale della voce e dello swing attraverso ogni tipo di repertorio. 

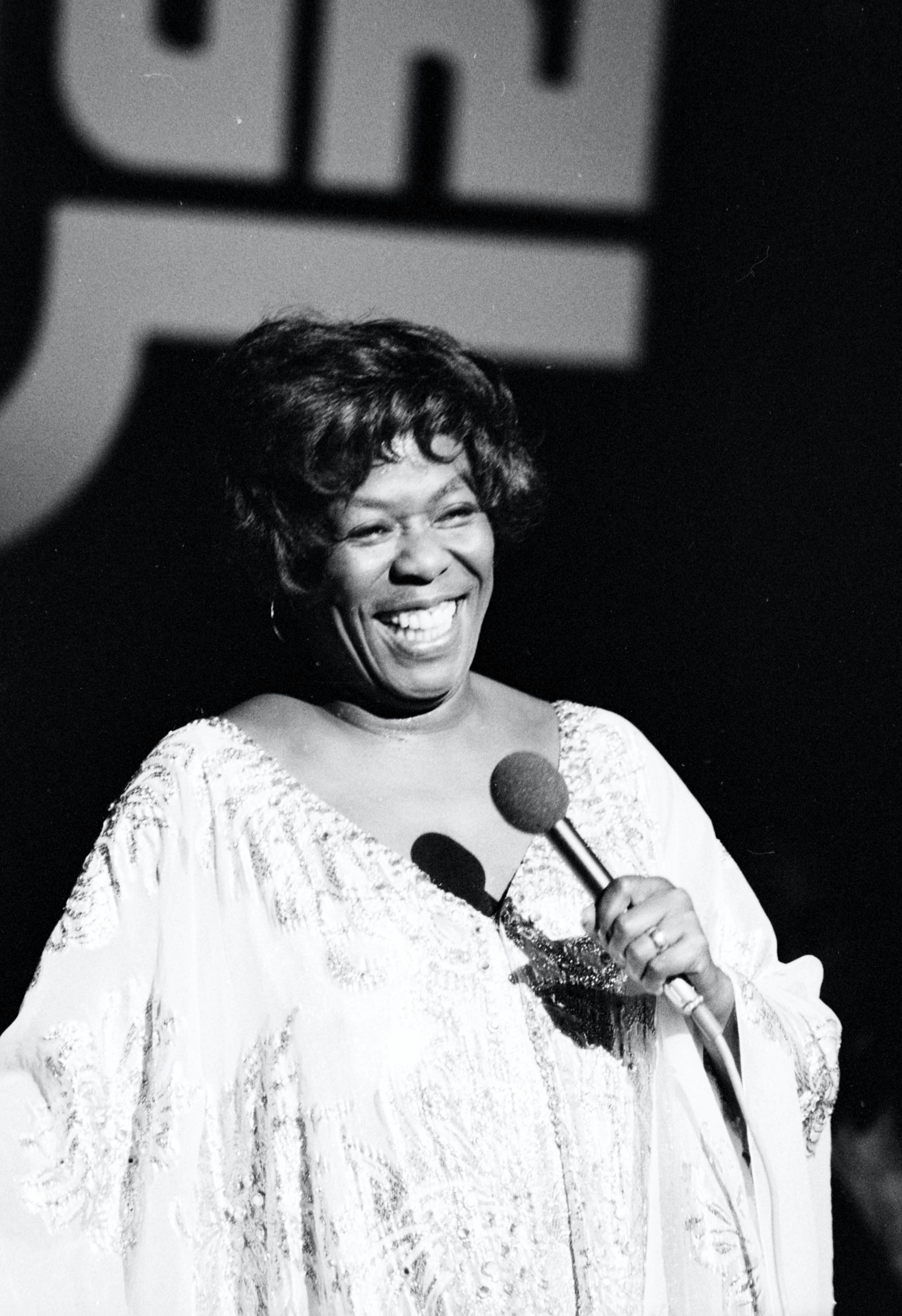
Sarah Vaughan nel 1978

Negli anni seguenti la sua voce man mano acquisiva un tono più baritonale e continuava a incantare le platee. Tornò a registrare con Eckstine in Irving Berlin Songbook e in Passing Strangers, che sarà considerato il più alto esempio di duetto uomo-donna. Negli anni sessanta, scaduto il contratto con la Mercury, firmò per la Roulette Records, una piccola etichetta fondata da Morris Levy, titolare di Birdland, un locale in cui si era esibita molte volte. Con la Roulette realizzò diversi album arrangiati da grandi nomi della musica statunitense quali Billy May, Jimmy Jones, Quincy Jones, Benny Carter, Lalo Schifrin. Dopo un suo soggiorno in Brasile si innamorò di Rio de Janeiro e della sua musica, tanto da voler affrontare con successo anche il genere della bossa nova.
Nel 1960 partecipò al film Sindacato assassini.
Si sposò per la seconda volta, col giocatore di football Clyde Atkins e, non potendo avere figli naturali, insieme nel 1961 adottarono una bambina, Debra Lois, più nota come attrice cinematografica col nome d'arte Paris Vaughan. Sarah Vaughan le sarà legatissima. Il matrimonio con Atkins fu tuttavia molto breve: i due divorziarono nel 1963 per i modi violenti di lui. Nella vita di Sarah Vaughan ci sarà un terzo matrimonio con Marshall Fisher.
Nel 1981 ricevette un premio Emmy per un suo special televisivo dedicato a George Gershwin, nel 1983 vinse un Grammy per l'incisione di un album monografico sempre su Gershwin e nel 1989 le fu consegnato il Grammy Award alla carriera.
Continuò a esibirsi fino a poco prima della morte, che la colse nel 1990 all'età di sessantasei anni.

## Omaggi
Nel 1991 Carmen McRae incide l'LP Dedicated to Sarah, in cui dà voce ai maggiori successi della Vaughan. L'accompagna il trio della pianista (e cantante) Shirley Horn.
Nel giugno del 1991, alla Carnegie Hall, ha luogo un Tribute a Sarah Vaughan: l'occasione è data dal JVC Festival. Ospiti principali, Billy Eckstine, Roberta Flack, Shirley Horn, Joe Williams, Dizzy Gillespie, il mezzosoprano lirico Florence Quivar.
Dal 1998 la Vaughan è presente con due dischi nella Hall of Fame: l'album Sarah Vaughan with Clifford Brown del 1954 e il singolo If You Could See Me Now del 1946.
Nel 2003 Berkeley e San Francisco hanno proclamato il 27 marzo, data di nascita della cantante, Sarah Lois Vaughan Day.
Nel 2009 il maggiore cantante jazz del momento, Kevin Mohoganny, e Gina Eckstine (la figlia di Billy) portano in tour negli USA uno show costituito dai più importanti pezzi di Sassy e Mr. B, compresi i numerosi duetti incisi assieme. L'accoglienza del pubblico è stata sensazionale.
La versione 4.7 della piattaforma software WordPress pubblicata il 7 dicembre 2016 è dedicata a Sarah Vaughan.

## Discografia
- 2013 - Sophisticated lady. Ellington coll.. Remastered, Concord Music Group
- 2006 - Sinner or Saint
- 2006 - Sings It Might as Well Be Spring
- 2006 - Sarah Vaughan [Universal] [SACD]
- 2006 - Legendary Song Stylist
- 2006 - I Love Brazil! [Japan Bonus Tracks]
- 2006 - Essential Sarah Vaughan [Essential Gold]
- 2006 - Black Coffee
- 2004 - 1944-1950
- 2003 - Vaughan and Violins
- 2002 - Sarah Vaughan [Japan Bonus Track]
- 1999 - Sophisticated Lady [Prime Cuts]
- 1997 - I Remember You
- 1996 - Sarah Vaughan & Oscar Peterson
- 1995 - Sophisticated Cissy
- 1995 - Sings Broadway: Great Songs from Hit Shows
- 1995 - Sarah Vaughan [Pearl]
- 1995 - Lullaby of Birdland
- 1995 - Live in Chicago
- 1995 - I'll Remember You
- 1994 - Sarah's Blues
- 1994 - Sarah Vaughan [Columbia]
- 1994 - I Love Brazil [Bonus Tracks]
- 1991 - Summertime [Alex]
- 1991 - Sassy at Ronnie's
- 1991 - Celebration of Duke
- 1990 - Deep Purple
- 1990 - Close to You
- 1987 - Brazilian Romance
- 1985 - Sarah Vaughan Sings George Gershwin
- 1985 - Sarah Vaughan at the Blue Note
- 1985 - Sarah Vaughan at Mr. Kelly's
- 1985 - My Heart Sings
- 1985 - Mancini Songbook
- 1985 - In a Romantic Mood
- 1985 - Explosive Side of Sarah
- 1985 - Billy and Sarah
- 1985 - Best of Irving Berlin
- 1984 - Mystery of Man
- 1983 - The best of, Concord Music Group
- 1982 - Gershwin Live! per la Columbia con la Los Angeles Philharmonic Orchestra/Michael Tilson Thomas - Grammy Award for Best Jazz Vocal Performance, Female 1983
- 1982 - Crazy and Mixed Up
- 1981 - Songs of the Beatles
- 1981 - Send in the Clowns [Pablo]
- 1979 - Duke Ellington Songbook, Vol. 2
- 1979 - Duke Ellington Songbook, Vol. 1
- 1979 - Copacabana
- 1978 - How Long Has This Been Going On?
- 1977 - I Love Brazil
- 1976 - More Sarah Vaughan from Japan Live
- 1975 - Sarah Vaughan & Jimmy Rowles Quintet
- 1974 - Send in the Clowns [Columbia/Legacy]
- 1973 - Live in Japan, Vol. 2
- 1973 - Live in Japan, Vol. 1
- 1972 - With Michel Legrand
- 1971 - Time in My Life
- 1969 - Jazz Fest Masters
- 1967 - Sassy Swings Again
- 1966 - Pop Artistry of Sarah Vaughan
- 1965 - Viva! Vaughan
- 1965 - Sarah Vaughan Sings the Mancini Songbook
- 1964 - World of Sarah Vaughan
- 1964 - Vaughan with Voices
- 1964 - Sweet 'N' Sassy [Bonus Track]
- 1964 - Sweet 'N' Sassy
- 1964 - Lonely Hours
- 1963 - We Three
- 1963 - Snowbound
- 1963 - Sassy Swings the Tivoli
- 1963 - Sarah Slightly Classical
- 1963 - Sarah Sings Soulfully
- 1963 - Live Guard Sessions (1963)
- 1962 - You're Mine You
- 1962 - Star Eyes
- 1962 - Sarah + 2
- 1961 - Divine One [Roulette]
- 1961 - After Hours
- 1960 - Dreamy
- 1960 - Divine Sarah Vaughan
- 1959 - Sarah Vaughan Sings George Gershwin, Vol. 2
- 1959 - Sarah Vaughan Sings George Gershwin, Vol. 1
- 1959 - Great Songs from Hit Shows, Vol. 2
- 1959 - Great Songs from Hit Shows, Vol. 1
- 1959 - After Hours at the London House
- 1958 - No Count Sarah
- 1957 - Sarah Vaughan Sings Great Songs from Hit Shows
- 1957 - Sarah Vaughan Sings George Gershwin
- 1957 - Recorded Live
- 1957 - Irving Berlin Songbook (in duetto con Billy Eckstine)
- 1957 - Passing strangers Sarah Vaughn e Billy Eckstine
- 1957 - At Mister Kelly's
- 1956 - Sassy
- 1956 - Linger Awhile [Columbia]
- 1955 - With John Kirby and His Orchestra
- 1955 - Tops in Pops
- 1955 - In the Land of Hi-Fi
- 1955 - George Gershwin Songbook, Vol. 2
- 1955 - George Gershwin Songbook, Vol. 1
- 1954 - Swingin' Easy
- 1954 - Sarah Vaughan with Clifford Brown
- 1954 - Rodgers & Hart Songbook
- 1954 - Gershwin Songbook
- 1954 - Divine Sarah Sings
- 1953 - Hot Jazz
- 1945 - Billy Eckstine Orchestra

## Singoli (parziale)
- 1948 - Nature Boy - nona posizione nella Billboard Hot 100
- 1950 - (I Love the Girl) I Love the Guy - decima posizione nella Billboard Hot 100
- 1954 - Make Yourself Comfortable - sesta posizione nella Billboard Hot 100
- 1955 - Whatever Lola Wants - sesta posizione nella Billboard Hot 100
- 1959 - Broken Hearted Melody - settima posizione nella Billboard Hot 100 e nella Official Singles Chart

## Filmografia
- Disc Jockey (1951)
- Murder, Inc. (1960)
- Schlager-Raketen (1960)